# Agantuk – Der Besucher
Agantuk – Der Besucher (bengalisch: আগন্তুক, Āgantuk) ist ein indischer Spielfilm von Satyajit Ray aus dem Jahr 1991.

## Handlung
Anila Bose erhält einen Brief von ihrem Onkel Manomohan Mitra, der vor 35 Jahren ins Ausland ging und ihr noch nie geschrieben hat, mit der Ankündigung seines Besuchs. Er möchte eine Woche in seiner Geburtsstadt Kolkata verbringen und sie sei seine einzige übrige Verwandte, bei der er auf die bengalische Gastfreundschaft hofft. Anila ist gewillt, ihn aufzunehmen, doch ihr Mann Sudhindra ist skeptisch, ob es sich nicht um einen Betrüger handelt. Vor seiner Ankunft schließen sie deshalb zunächst alles Wertvolle weg.
Manomohan Mitra beeindruckt mit einem ausgezeichneten sprachlichen Stil seines Bengali, was Sudhindras Misstrauen nur verstärkt, er fordert seine Frau auf, sich Mitras Reisepass zeigen zu lassen. Mitra merkt Sudhindras Misstrauen und verblüfft ihn, als er ihm seinen Reisepass mit der Bemerkung in die Hand drückt, dass solche Dokumente heutzutage schnell zu fälschen seien und er sich schon mehr Zeit nehmen müsse, herauszufinden, ob er ein echter oder unechter Onkel ist. Der Sohn Satyaki ist begeistert von den Geschichten des weltgereisten Mitra. Dieser erzählt mit der Erfahrung aus seiner Arbeit als Ethnologe in fast allen Teilen der Welt. Da Sudhindra alleine ein Urteil über Mitra sich nicht zu fällen zutraut, hat er zur „Prüfung“ seinen Freund, den Anwalt Prithwish Sengupta für den nächsten Abend eingeladen.
Am ersten Abend lädt sich jedoch das befreundete Ehepaar Rakshit ein; der Mann ist Schauspieler von Beruf. Mitra merkt sofort, dass er geprüft werden soll und spielt das Spiel mit. Gegen Ende des Abends fragt er direkt: Wie finden sie mich, Onkel ja oder nein?
Sudhindra und Anila stellen nachts fest, dass dem Onkel eigentlich noch ein Erbteil zustehen müsste, er doch aber schon lange für tot hätte erklärt werden können. Sudhindra erfährt am nächsten Tag durch seine Nachforschung beim ehemaligen Familienanwalt Tridib Mukherjee, dass ein Erbteil für Manomohan beiseitegelegt wurde.
Die zweite Prüfung am Abend mit dem Anwalt Sengupta verläuft katastrophal. Manomohan kann zunächst sein riesiges Wissen anbringen. Sie diskutieren über Religion (Mitra glaubt nicht an Dinge, die Barrieren zwischen den Menschen errichten, wie es Religion tut), Gott (Mitra findet es in der modernen Welt immer schwerer, an den „Vollkommenen“ zu glauben), technologischer Fortschritt (Mitra ist gegenüber moderner Wissenschaft und Technologie skeptisch). Dann erzählt er seinen Lebenslauf: er war schon in der Schule immer Bester, hat dann fünf Jahre mit indischen Stämmen (Santal, Kol, Bhil, Naga, Munda usw.) gelebt, ging danach nach Europa, um Anthropologie zu studieren, lebte unter Indianern und hat Berichte für die UNO hierüber verfasst. Es entwickelt sich ein Disput zwischen Sengupta und Mitra über Zivilisation. Mitra hält Naturvölker für zivilisiert, da sie alle Anzeichen einer Zivilisation bereits haben und dass um Nahrung bettelnde Obdachlose in den Straßen von New York in seinen Augen weit weniger Zivilisation ausstrahlen. Auf Nachfrage bedauert Mitra, nicht Menschenfleisch gegessen haben zu können, denn es solle nicht schlecht schmecken. Hierüber verliert Sengupta die Nerven und fordert Mitra auf, sich zu erkennen zu geben oder das Haus der Boses zu verlassen.
Anila und Sudhindra Bose, beide inzwischen von der Echtheit des Onkels überzeugt, sind traurig, dessen Zimmer am nächsten Morgen leer vorzufinden. Sie gehen zum Testamentsvollstrecker Sital Sarkar und erfahren, dass Mitra bei ihm ist. Der alte Mann erzählt, dass er Mitra zuletzt vor 35 Jahren gesehen und eben vergeblich versucht hat, ihn zu bewirten, und dass Mitra zu seiner Verwunderung sich unter Vorzeigung seines Reisepasses vorgestellt hat. Sudhindra Bose ist beschämt.
In einem benachbarten Santal-Dorf, in das sich Mitra zurückgezogen hat, treffen sie ihn und bitten ihn, zurückzukommen – er willigt ein, da sie zu ihm gekommen sind. Gemeinsam schauen sie einen Stammestanz der Santals an.
Wieder in Kolkata ist der Abschied von Mitra versöhnlich. Er hinterlässt einen Brief, der erst nach seiner Abreise geöffnet werden soll. Darin teilt er mit, seinen gesamten Erbteil seiner Nichte Anila zu schenken und hat einen Scheck beigefügt.

## Hintergrund
Der letzte Film im Werk Satyajit Rays kann zu seinen besten Arbeiten gezählt werden; es ist die Verfilmung einer seiner eigenen Kurzgeschichten. Der Film bleibt auch bei mehrmaliger Betrachtung interessant. Während man, ohne den Ausgang der Geschichte zu kennen, die Zweifel an der Echtheit des Onkels zu teilen vermag, ist bei einer wiederholten Ansicht das Bemühen des Onkels, seine Genuinität unter Beweis zu stellen, im Zentrum der Aufmerksamkeit.
Satyajit Ray spricht durch die Worte Mitras seine eigenen Gedanken – gegen Borniertheit und Grenzen des Denkens und Handelns jedweder Art sowie einen ausgeprägten Religions-, Fortschritts- und Zivilisationszweifel.
Im darauffolgenden Jahr erhielt der Regisseur den Oscar für sein Lebenswerk.

## Auszeichnungen
- Filmfestspiele von Venedig 1991
  - FIPRESCI-Preis
- National Film Awards 1991
  - Bester Film
  - Beste Regie